# Real (манґа)
Real (яп. リアル, Riaru, укр. Реальність) — японська серія манґи на тему баскетболу на візках, написана та проілюстрована Такехіко Іноуе. З жовтня 1999 року манґа публікується в журналі Weekly Young Jump видавництва Shueisha, а станом на серпень 2024 року глави зібрані у 16 томів танкобонів. Графік виходу глав у журналі є нерегулярним.
Станом на листопад 2020 року тираж манґи перевищив 16 мільйонів копій. У 2001 році Real отримав нагороду за досконалість на п'ятому Японському фестивалі медіа-мистецтва.

## Сюжет
Історія обертається навколо трьох підлітків: Номії Томомі, який кинув школу, Тоґави Кійохару, колишнього спринтера, який зараз грає в баскетбол на інвалідних візках, і Такахаші Хісанобу, відомого лідера баскетбольної команди середньої школи, який після нещасного випадку тепер має параліч.
У манзі зібрані персонажі, які опинилися на узбіччі суспільства, але всіх їх об'єднує одна спільна риса: бажання грати в баскетбол, але немає місця, де можна було б пограти. Номія, якого виключили зі школи, не має майбутнього в житті. Тоґава, будучи складною особистістю, постійно ворогує зі своїми товаришами по команді. Такахаші, колись популярний лідер команди, тепер не може рухатися нижче грудей. Real також має справу з реальністю фізичної інвалідності та психологічної меншовартості, з якою борються персонажі. Головні герої крок за кроком долають власні психологічні бар'єри.

## Персонажі
Тоґава Кійохару (яп. 戸川 清春, Togawa Kiyoharu)
Змушений проводити весь вільний час після школи за грою на фортепіано, Тоґава був чимось на кшталт вигнанця для решти своїх однокласників. На останньому уроці фізкультури в першому семестрі Тоґава погоджується пробігти 100-метрівку з найшвидшим хлопцем у класі і майже перемагає його, за що отримує запрошення до шкільної команди з легкої атлетики. Незабаром Тоґава присвячує своє життя тому, щоб стати найшвидшим спринтером у країні, але щойно його мета здається досяжною, у нього діагностують остеосаркому, і він втрачає праву ногу нижче коліна. Після ампутації Тоґава проводить більшість свого часу в ізоляції, відчуваючи, що його життя закінчилося, аж поки не зустрічає Тору, старшого чоловіка з такою самою інвалідністю — ротаційною пластикою. Тора, крутий тату-майстер, стає наставником Тоґави і знайомить його зі світом баскетболу на візках через свою команду «Тигри». Тоґава — запеклий конкурент, і одного разу покинув команду, бо відчув, що інші гравці не такі серйозні, як він. Пропустивши гру, Тоґава повертається до «Тигрів», але на початку серії провокує командний бунт через свої часто «нереалістичні очікування». Подальші конфлікти виникають, коли Тоґаві пропонують місце в національній збірній Японії і запрошують приєднатися до «Дрім», запеклих суперників «Тигрів».
Номія Томомі (яп. 野宮 朋美, Nomiya Tomomi)
На перший погляд, Номія здається прототипом типового хулігана — він носить афро, кинув школу і перед тим, як піти, зупиняється, щоб випорожнитися на шкільних сходах. Однак незабаром з'ясовується, що Номія страждає від нестерпного почуття провини за спричинену ним дорожньо-транспортну аварію, яка коштувала дівчині (Ямашіта Ясумі) ніг. Будучи звичайним учнем, Номія був одержимий баскетболом, і неможливість грати у шкільній команді зробила його безцільним і позбавила радості. Вийшовши на прогулянку з паралізованою Ясумі, Номія почув, як Тоґава грає в баскетбол. Зголоднілий за грою, Номія викликає Тоґаву на поєдинок і залишається під враженням від майстерності та рішучості Тоґави. Незабаром Номія стає чимось на кшталт вболівальника/талісмана «Тигрів» і другом Тоґави. Хоча йому рідко випадає нагода пограти, здається, що Номії достатньо бути поруч з тими, хто грає в баскетбол. Пізніше в серіалі Номія намагається приєднатися до професійної баскетбольної команди, він справляє сильне враження, але врешті-решт його не беруть. Через деякий час після цього він набирає вагу і повільно починає втрачати волю. Йому не дає спокою думка, що це кінець його баскетбольної кар'єри. Номія проводить багато часу в роздумах про те, де він помилився, і намагається виправити своє життя — натхненний духом «Тигрів», він голить голову і вирушає у щось на кшталт походу, щоб змінити свою долю. Всупереч усьому, його прагнення до змін і позитивний настрій, здається, передаються його колегам і знайомим.
Такахаші Хісанобу (яп. 高橋 久信, Takahashi Hisanobu)
Спочатку Такахаші — типовий старшокласник-альфа-самець, капітан баскетбольної команди, популярний серед дівчат, без зусиль розумний і задирака для інших «неповноцінних» учнів. Намагаючись підвезти свою дівчину додому після школи, він краде велосипед, його переслідують, і він потрапляє під сміттєвоз, внаслідок чого його паралізує нижче грудей. Усвідомлюючи, що дні його популярності минули, Такахаші відчуває, що йому немає заради чого жити, і що він опустився з класу «А» до класу нижче «Е» (Такахаші одержимий оцінкою людей, які його оточують, від «А» до «Е», де «А» — найкращий). Номія, колишній товариш по команді, — один з небагатьох людей, який відвідав Такахаші, і цього візиту спочатку достатньо, щоб засмутити Такахаші і надихнути його на реабілітацію. Однак, зрозумівши, що він ніколи не одужає, Такахаші опускає руки і відмовляється допомагати собі, навіть доходить до того, що просить свою матір померти і ніколи не повертатися. Персонал лікарні телефонує батькові Такахаші, сподіваючись, що візит до країни допоможе йому одужати, але Такахаші не бачив свого батька вісім років, і цей візит залишається вкрай некомфортним. Провівши час з батьком, Такахаші ламається і зізнається, що в ньому є багато невисловленого гніву і образи на батька за те, що він покинув сім'ю. Пізніше він намагається приєднатися до «Дрім» після перегляду борцівського поєдинку Шіраторі.

## Публікація
Написаний та проілюстрований Такехіко Іноуе, Real розпочався в журналі Weekly Young Jump видавництва Shueisha 28 жовтня 1999 року. Станом на серпень 2024 року вийшло 16 томів. Після невизначеної перерви, розпочатої в 2014 році, серіал відновився 23 травня 2019 року; з тих пір глави публікувалися нерегулярно.

### Список томів
| №  | Дата виходу       | ISBN                   |
| -- | ----------------- | ---------------------- |
| 1  | 19 березня 2001   | ISBN 978-4-08-876143-5 |
| 2  | 19 вересня 2002   | ISBN 978-4-08-876340-8 |
| 3  | 17 жовтня 2003    | ISBN 978-4-08-876511-2 |
| 4  | 19 листопада 2004 | ISBN 978-4-08-876695-9 |
| 5  | 18 листопада 2005 | ISBN 978-4-08-876882-3 |
| 6  | 17 листопада 2006 | ISBN 978-4-08-877173-1 |
| 7  | 29 листопада 2007 | ISBN 978-4-08-877352-0 |
| 8  | 29 жовтня 2008    | ISBN 978-4-08-877539-5 |
| 9  | 26 листопада 2009 | ISBN 978-4-08-877762-7 |
| 10 | 26 листопада 2010 | ISBN 978-4-08-879060-2 |
| 11 | 11 листопада 2011 | ISBN 978-4-08-879232-3 |
| 12 | 22 листопада 2012 | ISBN 978-4-08-879456-3 |
| 13 | 22 листопада 2013 | ISBN 978-4-08-879716-8 |
| 14 | 19 грудня 2014    | ISBN 978-4-08-890077-3 |
| 15 | 19 листопада 2020 | ISBN 978-4-08-891618-7 |
| 16 | 19 серпня 2024    | ISBN 978-4-08-893409-9 |

## Сприйняття
До листопада 2013 року тираж Real мав 14 мільйонів примірників. До листопада 2020 року тираж манґи перевищив 16 мільйонів копій.
Real отримав нагороду за досконалість на п'ятому Японському фестивалі медіа-мистецтва в 2001 році. Посилаючись на причину нагороди: «Такехіко Іноуе добре відомий завдяки серіалу коміксів Slam Dunk на тему баскетболу. Real — ще один спортивний комікс, але історія якого обертається навколо нової теми крутих хлопців і баскетболу на інвалідних візках. Усім членам журі не терпілося прочитати наступні глави, і їм довелося вдовольнитися присудженням Real нагороду за досконалість. Не було б нічого дивного, якби Іноуе після свого успіху з Vagabond виграв Головний приз другий рік поспіль з цією чудовою манґою».
Рецензія на The Comics Reporter зазначає, що «всі навички, які Іноуе демонстрував у Slam Dunk, розвинулися в кращу сторону в Real», і далі робиться висновок, що «емоційний зміст подається з такою врівноваженістю та впевненістю, що аж дух перехоплює». Серіал похвалили за його «реалізм» і те, що він «відходить від загальноприйнятих зображень інвалідів як невинних людей, слабких у всіх відношеннях». Кадзуюкі Кьоя, баскетболіст на інвалідному візку, також висловив своє схвалення серіалу: «Манґа закликає до розуміння людей не лише в баскетболі на візку, а й з різними іншими вадами. Мене вразило, що сцени, в яких Такахаші проходить реабілітацію, настільки детально прописані». Деб Аокі з About.com назвала Real найкращою новою манґою 2008 року.